# Palais de la Victoire (Bucarest)
Le palais de la Victoire (en roumain, Palatul Victoria) est un édifice public de Bucarest, capitale de la Roumanie. Il est le siège du gouvernement roumain.

## Situation
Situé dans le secteur 1 de Bucarest, il s'élève sur le côté est de la place de la Victoire, au no 1.

## Histoire
Construit à partir de 1937, sous le régime carliste, par l'architecte Duiliu Marcu (1885-1966) comme siège du ministère des Affaires étrangères, il est fortement endommagé en 1944. Sa reconstruction est achevée en 1952 pendant la période communiste, qui attribue le palais au Conseil des ministres et au ministère des Affaires étrangères. Depuis la chute des régimes communistes en Europe et la fin de la dictature en 1989, il abrite le siège officiel du gouvernement roumain. De ce fait, la plupart des manifestations protestataires s'achèvent Place de la Victoire, face au monument.
Il est déclaré monument historique en 2004.

## Architecture
Le palais se présente comme un bloc monolithique à l'apparence austère, adaptation moderniste du style néoclassique.